# Хетингер (Северна Дакота)
Хетингер (енгл. Hettinger) град је у америчкој савезној држави Северна Дакота.

## Демографија
По попису из 2010. године број становника је 1.226, што је 81 (-6,2%) становника мање него 2000. године.
| Група             | 2000.         | 2010.         |
| Белци             | 1.289 (98,6%) | 1.185 (96,7%) |
| Афроамериканци    | 2 (0,2%)      | 3 (0,2%)      |
| Азијати           | 2 (0,2%)      | 8 (0,7%)      |
| Хиспаноамериканци | 5 (0,4%)      | 11 (0,9%)     |
| Укупно            | 1.307         | 1.226         |